# Ross Bekkering
Ross Bekkering (født 19. august 1987) er en hollandsk basketballspiller som deltog i de olympiske lege 2020.